# Gareth Bale
Gareth Frank Bale MBE (Cardiff, 16 de julho de 1989) é um ex-futebolista galês que atuava como ponta-direita.
Revelado pelo Southampton, iniciou sua carreira como lateral-esquerdo e foi contratado pelo Tottenham em 2007. A partir da temporada 2009–10, sob a orientação do treinador Harry Redknapp, Bale passou a atuar mais avançado, primeiro como ala e depois como winger. O jogador passou a ter grandes atuações, tornou-se o principal destaque dos Spurs e recebeu vários prêmios individuais no futebol inglês. Especulado em diversos clubes europeus, acertou com o Real Madrid em setembro 2013, com os espanhóis desembolsando cerca de 100 milhões de euros pela contratação. A partir daí, transformou-se em um ponta-direita e formou o trio de ataque "BBC" no time merengue, ao lado de Cristiano Ronaldo e Karim Benzema. Logo em sua primeira temporada, ajudou o clube a conquistar a Copa do Rei e a Liga dos Campeões, marcando em ambas as finais.
Após sofrer constantes lesões e problemas físicos, anunciou sua aposentadoria em janeiro de 2023, aos 33 anos.

## Carreira

### Southampton
Gareth Bale começou a sua carreira no Southampton, da Inglaterra. Com a idade de dezesseis anos, estreou na equipe principal no dia 17 de abril de 2006 na partida em que o Southampton derrotou o Millwall por 2–0, tornando-se o segundo jogador mais jovem da história do clube a debutar (atrás de Theo Walcott).
No dia 6 de agosto de 2006, contra o Derby County, Bale marcou seu primeiro gol em jogo válido pela EFL Championship. O galês cobrou uma falta com perfeição para empatar a partida em 1–1, e o placar final no Pride Park foi um empate de 2–2. Dias depois ele voltou a balançar as redes, desta vez no St Mary's Stadium. O Southampton venceu o Coventry City por 2–0, com Bale novamente marcando de falta.
Finalizando a sua primeira temporada como jogador profissional, Bale foi indicado como Jovem Jogador do Ano da Liga, em 4 de março de 2007.
A sua última partida pelo Southampton ocorreu no jogo de ida das Eliminatórias da Segunda Divisão Inglesa, contra o Derby County, no dia 12 de maio. Bale sofreu uma lesão no segundo tempo, o que o impediu de atuar no jogo de volta. No total, ele realizou 45 jogos e marcou cinco gols pela equipe.

### Tottenham

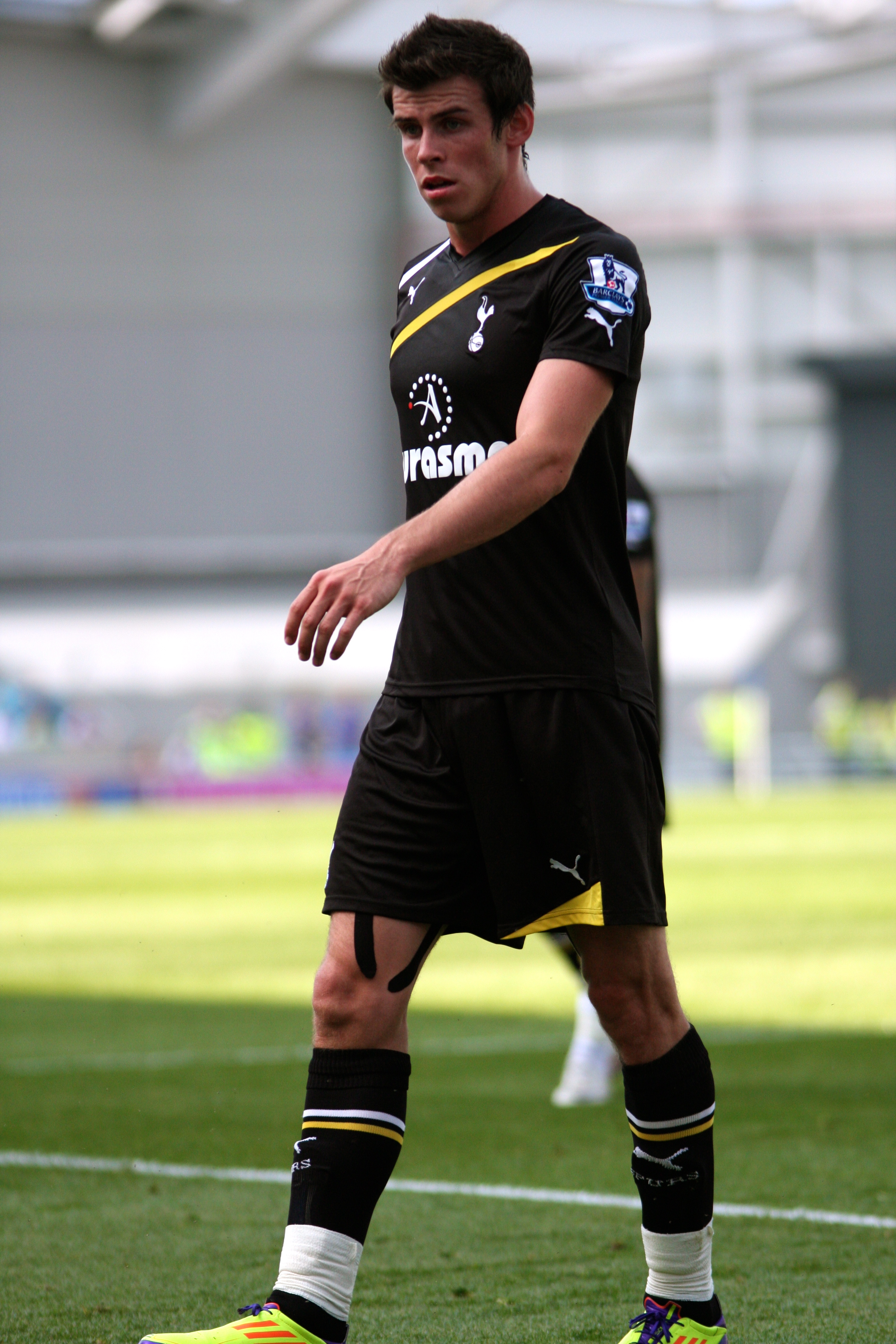
Bale pelo Tottenham em julho de 2011

Bale transferiu-se para o Tottenham no dia 25 de maio de 2007, assinando um contrato de quatro anos de duração. O clube londrino pagou 5 milhões de libras no negócio, que, com as cláusulas adicionais poderia ser elevado para 10 milhões de libras.
Bale estreou pelos Spurs em um amistoso contra o St. Patrick's Athletic, em 12 de julho de 2007. Sua primeira partida oficial ocorreu no dia 26 de agosto, quando foi titular numa derrota por 1–0 contra o Manchester United, válida pela Premier League. Na segunda partida pelo Tottenham, o galês marcou seu primeiro gol com a camisa do time. Isso ocorreu no empate 3–3 com o Fulham, no dia 1 de setembro.
Por causa de uma lesão nos ligamentos do joelho direito, ficou afastado dos gramados até o final da temporada. Em agosto de 2008, após ter recebido sondagens do Manchester United e da Juventus, Bale renovou seu contrato com os Spurs até junho de 2012.
Na temporada 2010–11, Bale foi o principal jogador da equipe do Tottenham, principalmente nos jogos de ida e volta contra a Internazionale, válidos pela fase de grupos da Liga dos Campeões da UEFA. No jogo de ida, em outubro, o galês "infernizou" a vida do lateral-direito Maicon e marcou um hat-trick na Itália, na derrota por 4–3. Bale não marcou no jogo de volta, mas deu duas assistências para os gols de Roman Pavlyuchenko e Peter Crouch, e o Tottenham venceu por 3–1. O sonho da Champions League, porém, acabou nas quartas de final, contra o Real Madrid; no placar agregado, os Spurs perderam por 5–0.
Por conta das boas atuações na Premier League, em abril de 2011 Bale recebeu o prêmio de melhor jogador da competição. Aos 21 anos, o galês superou nomes como Carlos Tévez e Nemanja Vidić e ficou com o troféu entregue pela PFA. Entretanto, o jogador finalizou a temporada de forma frustrante; durante uma partida contra o Blackpool, sofreu uma lesão no tornozelo que o tirou do restante dos últimos jogos.

### Real Madrid

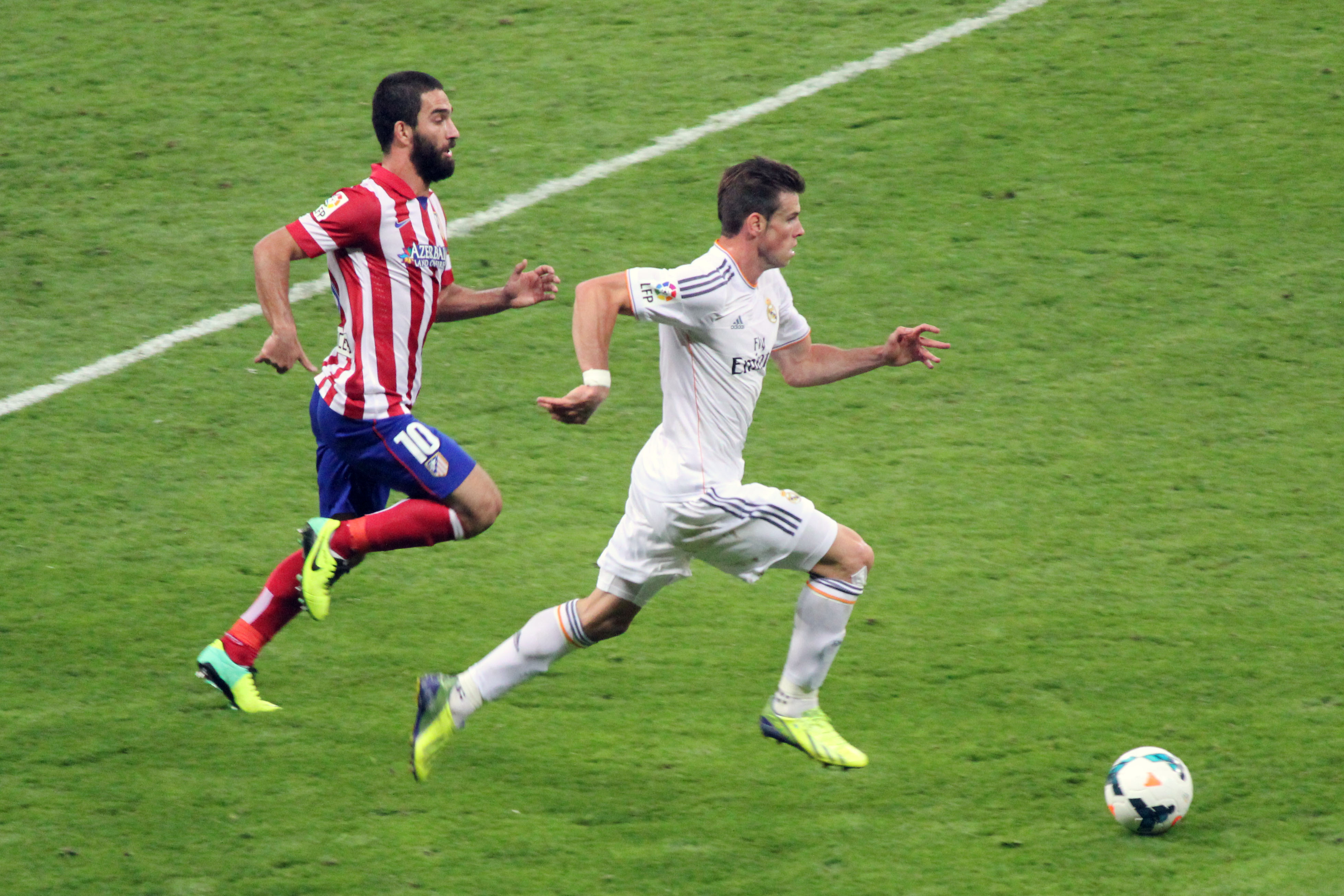
Gareth Bale e Arda Turan durante o Dérbi de Madrid, em 28 de setembro de 2013

Depois de um longo período de negociações, Bale foi anunciado oficialmente como jogador do Real Madrid no dia 1 de setembro de 2013, assinando um contrato de seis temporadas com o clube espanhol. Os valores da transferência, na época, não foram divulgados. Porém, estima-se que o acordo foi firmado em 101 milhões de euros (aproximadamente 314 milhões de reais),[carece de fontes?] sacramentando a transferência mais cara da história do futebol na época. O galês foi apresentado no dia seguinte no Estádio Santiago Bernabéu, recebendo a camisa de número 11. Em espanhol, declarou: “Es un sueño para mí jugar en el Real Madrid, gracias por esta gran acogida. ¡Hala Madrid!”. Estreou pela equipe merengue no dia 14 de setembro, no empate em 2–2 contra o Villarreal pela La Liga, marcando inclusive, aos 38 minutos, seu primeiro gol.
Bale foi decisivo no dia 16 de abril de 2014, na final da Copa do Rei, onde marcou um golaço que garantiu o título merengue na vitória por 2–1 contra o rival Barcelona. O gol foi marcado após uma arrancada espetacular desde o meio-campo, em que Bale percorreu cerca de 50 metros em um intervalo de tempo muito curto e atingiu uma incrível velocidade.
Já na final da Liga dos Campeões da UEFA, Bale não foi um dos destaques do Real Madrid, mas conseguiu marcar o gol da virada na prorrogação. O jogo terminou com vitória de 4–1 para o time merengue, e assim seu time conquistou pela décima vez a Liga dos Campeões da UEFA.
Em 16 de dezembro de 2014, Bale marcou um dos gols da vitória por 4–0 sobre o clube mexicano Cruz Azul, em partida válida pela semifinal do Mundial de Clubes da FIFA. Voltou a marcar no dia 20 de dezembro, dessa vez na final do torneio, sendo fundamental na vitória por 2–0 sobre o San Lorenzo. O galês foi um dos artilheiros do Mundial ao lado de seu companheiro de clube, Sergio Ramos, e do mexicano Gerardo Torrado.

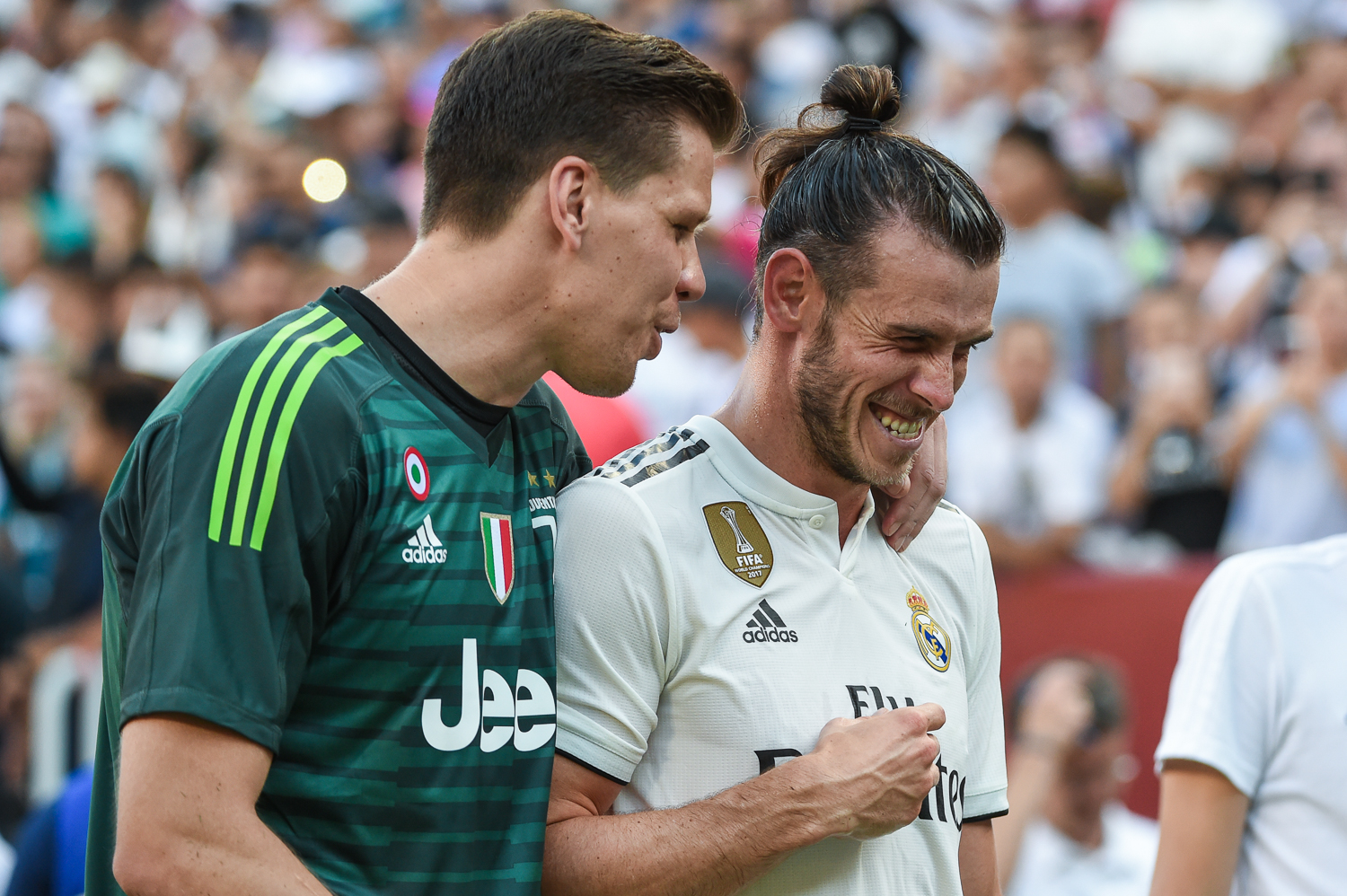
Bale (direita) e Wojciech Szczęsny durante um amistoso de pré-temporada em 2018

Em fevereiro de 2018, jornais espanhóis relataram que tanto o jogador quanto clube estavam insatisfeitos: Bale reclamou que não tinha tantas chances quanto merecia na equipe titular, enquanto que o Real Madrid entendia que o galês decidia poucas partidas e desaparecia no meio delas. Entre 2013 e 2018, Bale teve 25 lesões que o fizeram ficar de fora de exatos 78 jogos — quase um a cada três.
No dia 22 de dezembro, foi escolhido como o melhor jogador da Copa do Mundo de Clubes da FIFA e se despediu como artilheiro do mesmo com três gols marcados, ao lado do atacante Rafael Santos Borré, do River Plate.
Bale marcou seu centésimo gol pelo Real Madrid em 9 de fevereiro de 2019, no Wanda Metropolitano, em um clássico contra o Atlético de Madrid, no qual o Real saiu vitorioso por 3–1.

#### Polêmicas
No final de passagem pelo Real Madrid, Bale teve diversas desavenças com o clube e com o treinador Zinédine Zidane, mostrando-se cada vez mais longe do clube. Exemplo disso foi a bandeira de classificação com a seleção galesa, onde estava escrito Wales • Golf • Madrid, in that order (em tradução livre: País de Gales, Golfe, Madri, nessa ordem), que iniciou a pressão no jogador e na diretoria do Real para deixá-lo ir. Além disso, houve episódios do próprio jogador jogando golfe durante uma partida do Real Madrid contra o Manchester City, válida pelas oitavas de final da Liga dos Campeões da UEFA. O galês também já foi flagrado dormindo no banco de reservas durante uma partida válida pela La Liga.

#### Saída
Após ter retornado do empréstimo ao Tottenham, o galês pouco atuou com Carlo Ancelotti na temporada 2021–22, tendo realizado apenas sete jogos e marcado um gol. Assim, confirmou sua saída em definitivo do Real Madrid no dia 1 de junho de 2022, publicando uma carta aberta aos torcedores e agradecendo pelos nove anos no clube.
| “             | Juntos, fomos capazes de criar momentos que vão viver para sempre na história deste clube e do futebol. Foi uma honra. Obrigado! Hala Madrid! | ” |
| — Gareth Bale | |   |

### Empréstimo ao Tottenham
Em 19 de setembro de 2020, o empresário do jogador avisou a todos que Bale estaria saindo do Real Madrid e retornando aos Spurs, mesmo caminho feito pelo lateral-esquerdo Sergio Reguilón. O galês teve grande atuação no dia 23 de maio de 2021, no jogo contra o Leicester válido pela última rodada da Premier League, entrando aos 68' e virando o jogo para os Spurs, marcando aos 86 e aos 96 minutos. A partida terminou 4–2 para o Tottenham e classificou a equipe para a Liga Conferência Europa da UEFA, além de tirar o Leicester da próxima Liga dos Campeões da UEFA e ainda classificar o rival londrino Chelsea, que perdeu para o Aston Villa e dependia do resultado da partida do Leicester para garantir sua vaga na Champions. Bale encerrou a temporada 2020–21 pelo Tottenham com 16 gols e três assistências em 34 partidas.

### Los Angeles FC
No dia 25 de junho de 2022, Bale foi confirmado como novo reforço do Los Angeles FC, dos Estados Unidos, para a temporada 2022–23. O clube não informou os detalhes da contratação, contudo, de acordo com a imprensa norte-americana, o jogador assinou um contrato válido até junho de 2023.
Marcou um importante gol no dia 5 de novembro, contra o Philadelphia Union, em jogo válido pela final da Major League Soccer. Bale saiu do banco aos sete minutos do primeiro tempo da prorrogação, viu a equipe adversária marcar nos acréscimos do segundo tempo, mas foi decisivo para o empate pouco antes do apito final, ao marcar um gol de cabeça. Após o empate em 3–3 na prorrogação, o Los Angeles sagrou-se campeão depois de vencer o rival na disputa por pênaltis.

### Aposentadoria
Após dezessete anos como jogador profissional, Bale anunciou oficialmente a sua aposentadoria no dia 9 de janeiro de 2023, através de um comunicado no Instagram.
| “ | Após consideração cuidadosa e cuidadosa, anuncio minha aposentadoria imediata do clube e do futebol internacional. Sinto-me incrivelmente feliz por ter realizado meu sonho de praticar o esporte que amo. Ele realmente me deu alguns dos melhores momentos da minha vida. O mais alto dos pontos altos em 17 temporadas, que será impossível de replicar, não importa o que o próximo capítulo tenha reservado para mim. | ” |

## Seleção Nacional
Estreou pela Seleção Galesa principal no dia 27 de maio de 2006, contra Trinidad e Tobago, tornando-se o mais jovem a atuar por ela, com dezesseis anos e 315 dias.
Tornou-se também o jogador mais jovem a marcar um gol pela sua Seleção, no dia 7 de outubro de 2006, na derrota por 5–1 em casa contra a Eslováquia, em partida válida pelas Eliminatórias da Euro 2008.

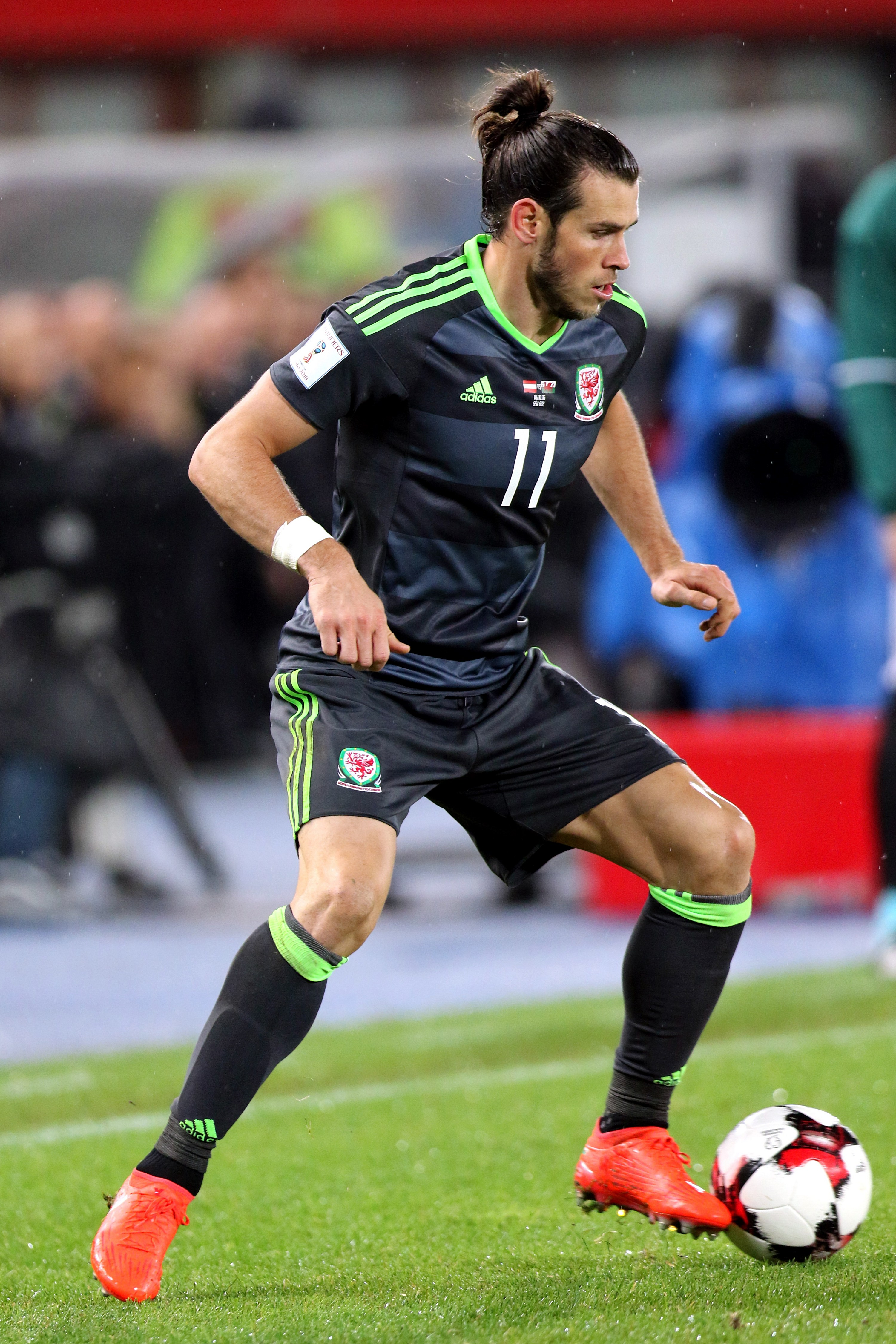
Bale atuando pelo País de Gales em outubro de 2016

Brian Flynn, seu treinador da Seleção Galesa Sub-21, comentou que notou em Bale algo especial, um talento natural como o compatriota Ryan Giggs. Assim, indicou seu nome para o então treinador da Seleção principal, John Toshack.
Bale anunciou seu interesse em participar dos Jogos Olímpicos de Londres 2012, que marcariam a formação da Seleção Britânica, uma vez que o Reino Unido é representado por um único selecionado para as competições olímpicas e, como sede, deveria estar presente em todos os esportes coletivos. A Associação de Futebol do País de Gales (assim como as da Escócia e Irlanda do Norte) foi contrária ao uso de seus atletas, o que fez Bale ameaçar processá-la caso o proibisse. Ele era um nome dado como certo, e, inclusive, vestiu o uniforme britânico em fotos de divulgação. Porém, não pôde participar em razão de uma lesão sofrida poucas semanas antes do evento.
Foi crucial na inédita classificação de Gales para a Eurocopa de 2016, com um ótimo desempenho nas eliminatórias, marcando sete gols nas 10 partidas e dando duas assistências, sendo decisivo nas partidas contra Israel (vitória por 3–0), Bélgica (vitória de 1–0) e Chipre (vitória por 1–0), além de um time entrosado antes desacreditado. Na Euro, marcou de falta na estreia contra a Eslováquia, no dia 11 de junho de 2016, o histórico primeiro gol da Seleção Galesa em Eurocopas, num jogo em que Gales venceu por 2–1. Já no dia 16 de junho, marcou na derrota para a Inglaterra por 2–1. No dia 20 de junho, marcou na vitória sobre a Rússia por 3–0. Apesar disso, a Seleção Galesa foi eliminada na semifinal para Portugal do seu companheiro Cristiano Ronaldo, sendo derrotada por 2–0. Bale fechou sua jornada na Euro com seis jogos disputados e três gols marcados.
Em maio de 2021, foi escolhido para ser o capitão da Seleção Galesa na disputa da Eurocopa de 2020.
Convocado por Rob Page para a Copa do Mundo de 2022, Bale foi titular e atuou durante os 90 minutos no primeiro jogo do País de Gales no Grupo B, contra os Estados Unidos. Após ter sofrido um pênalti no segundo tempo, o atacante foi para a cobrança e marcou o gol que garantiu o empate em 1–1.

## Estatísticas
Atualizadas até 17 de julho de 2022

### Clubes
| Equipe            | Temporada         | Campeonato nacional | Campeonato nacional | Campeonato nacional | Competições nacionais | Competições nacionais | Competições nacionais | Competições continentais | Competições continentais | Competições continentais | Total | Total | Total   |
| Equipe            | Temporada         | Jogos               | Golos               | Assist.             | Jogos                 | Golos                 | Assist.               | Jogos                    | Golos                    | Assist.                  | Jogos | Golos | Assist. |
| ----------------- | ----------------- | ------------------- | ------------------- | ------------------- | --------------------- | --------------------- | --------------------- | ------------------------ | ------------------------ | ------------------------ | ----- | ----- | ------- |
| Southampton       | 2005–06           | 2                   | 0                   | 0                   | –                     | –                     | –                     | –                        | –                        | –                        | 2     | 0     | 0       |
| Southampton       | 2006–07           | 38                  | 5                   | 15                  | 5                     | 0                     | 0                     | 0                        | 0                        | 0                        | 43    | 5     | 12      |
| Southampton       | Total             | 40                  | 5                   | 15                  | 5                     | 0                     | 0                     | 0                        | 0                        | 0                        | 45    | 5     | 12      |
| Tottenham         | 2007–08           | 8                   | 2                   | 1                   | 1                     | 1                     | 1                     | 3                        | 0                        | 0                        | 12    | 3     | 1       |
| Tottenham         | 2008–09           | 16                  | 0                   | 0                   | 7                     | 0                     | 1                     | 7                        | 0                        | 2                        | 30    | 0     | 3       |
| Tottenham         | 2009–10           | 23                  | 3                   | 5                   | 11                    | 0                     | 6                     | –                        | –                        | –                        | 34    | 3     | 11      |
| Tottenham         | 2010–11           | 30                  | 7                   | 2                   | –                     | –                     | –                     | 11                       | 4                        | 9                        | 41    | 11    | 11      |
| Tottenham         | 2011–12           | 36                  | 10                  | 14                  | 4                     | 2                     | 3                     | 2                        | 1                        | 0                        | 42    | 13    | 17      |
| Tottenham         | 2012–13           | 33                  | 21                  | 9                   | 3                     | 2                     | 3                     | 8                        | 3                        | 3                        | 44    | 26    | 15      |
| Tottenham         | Total             | 146                 | 43                  | 31                  | 26                    | 5                     | 13                    | 31                       | 8                        | 14                       | 203   | 56    | 58      |
| Real Madrid       | 2013–14           | 27                  | 15                  | 13                  | 5                     | 1                     | 2                     | 12                       | 6                        | 4                        | 44    | 22    | 19      |
| Real Madrid       | 2014–15           | 31                  | 13                  | 9                   | 4                     | 0                     | 1                     | 13                       | 4                        | 2                        | 48    | 17    | 12      |
| Real Madrid       | 2015–16           | 23                  | 19                  | 11                  | -                     | -                     | -                     | 8                        | 0                        | 4                        | 31    | 19    | 15      |
| Real Madrid       | 2016–17           | 19                  | 7                   | 2                   | 0                     | 0                     | 0                     | 8                        | 2                        | 2                        | 27    | 9     | 4       |
| Real Madrid       | 2017–18           | 26                  | 16                  | 2                   | 3                     | 1                     | 1                     | 10                       | 4                        | 3                        | 39    | 21    | 6       |
| Real Madrid       | 2018–19           | 29                  | 8                   | 3                   | 3                     | 0                     | 0                     | 10                       | 6                        | 3                        | 42    | 14    | 6       |
| Real Madrid       | 2019–20           | 16                  | 2                   | 2                   | 1                     | 1                     | 0                     | 3                        | 0                        | 0                        | 20    | 3     | 2       |
| Real Madrid       | 2021–22           | 5                   | 1                   | 0                   | 0                     | 0                     | 0                     | 0                        | 0                        | 0                        | 1     | 0     | 0       |
| Real Madrid       | Total             | 176                 | 81                  | 42                  | 16                    | 3                     | 4                     | 64                       | 22                       | 18                       | 258   | 106   | 64      |
| Tottenham         | 2020–21           | 20                  | 11                  | 2                   | 4                     | 2                     | 1                     | 10                       | 3                        | 1                        | 34    | 16    | 4       |
| Tottenham         | Total             | 20                  | 11                  | 2                   | 4                     | 2                     | 1                     | 10                       | 3                        | 1                        | 34    | 16    | 4       |
| Los Angeles FC    | 2022              | 12                  | 2                   | 0                   | 0                     | 0                     | 0                     | 0                        | 0                        | 0                        | 1     | 0     | 0       |
| Los Angeles FC    | Total             | 12                  | 2                   | 0                   | 0                     | 0                     | 0                     | 0                        | 0                        | 0                        | 1     | 0     | 0       |
| Total na carreira | Total na carreira | 394                 | 141                 | 87                  | 51                    | 10                    | 18                    | 105                      | 33                       | 33                       | 537   | 183   | 138     |

### Seleção Galesa
| Ano   |       |      |
| Ano   | Jogos | Gols |
| ----- | ----- | ---- |
| 2006  | 4     | 1    |
| 2007  | 7     | 1    |
| 2008  | 5     | 0    |
| 2009  | 7     | 0    |
| 2010  | 4     | 1    |
| 2011  | 6     | 3    |
| 2012  | 5     | 3    |
| 2013  | 5     | 2    |
| 2014  | 5     | 3    |
| 2015  | 6     | 5    |
| 2016  | 11    | 7    |
| 2017  | 3     | 0    |
| 2018  | 6     | 5    |
| 2019  | 9     | 2    |
| 2020  | 4     | 0    |
| 2021  | 4     | 0    |
| Total | 91    | 33   |

|     | Data                   | Lugar                                                 | Oponente   | Gol | Placar | Competição                             |
| --- | ---------------------- | ----------------------------------------------------- | ---------- | --- | ------ | -------------------------------------- |
| 1.  | 7 de outubro de 2006   | Millennium Stadium, Cardiff, País de Gales            | Eslováquia | 1–2 | 1–5    | Eliminatórias da Euro 2008             |
| 2.  | 28 de março de 2007    | Millennium Stadium, Cardiff, País de Gales            | San Marino | 2–0 | 3–0    | Eliminatórias da Euro 2008             |
| 3.  | 12 de outubro de 2010  | St. Jakob-Park, Basileia, Suíça                       | Suíça      | 1–1 | 4–1    | Eliminatórias da Euro 2012             |
| 4.  | 7 de outubro de 2011   | Liberty Stadium, Swansea, País de Gales               | Suíça      | 2–0 | 2–0    | Eliminatórias da Euro 2012             |
| 5.  | 11 de outubro de 2011  | Estádio Nacional Vasil Levski, Sófia, Bulgária        | Bulgária   | 0–1 | 0–1    | Eliminatórias da Euro 2012             |
| 6.  | 12 de novembro de 2011 | Cardiff City Stadium, Cardiff, País de Gales          | Noruega    | 1–0 | 4–1    | Amistoso                               |
| 7.  | 11 de setembro de 2012 | Estádio Karađorđe, Novi Sad, Sérvia                   | Sérvia     | 2–1 | 6–1    | Eliminatórias da Copa do Mundo de 2014 |
| 8.  | 12 de outubro de 2012  | Cardiff City Stadium, Cardiff, País de Gales          | Escócia    | 1–1 | 2–1    | Eliminatórias da Copa do Mundo de 2014 |
| 9.  | 12 de outubro de 2012  | Cardiff City Stadium, Cardiff, País de Gales          | Escócia    | 2–1 | 2–1    | Eliminatórias da Copa do Mundo de 2014 |
| 10. | 6 de fevereiro de 2013 | Liberty Stadium, Swansea, País de Gales               | Áustria    | 1–0 | 2–1    | Amistoso                               |
| 11. | 26 de março de 2013    | Liberty Stadium, Swansea, País de Gales               | Croácia    | 1–0 | 1–2    | Eliminatórias da Copa do Mundo de 2014 |
| 12. | 5 de março de 2014     | Cardiff City Stadium, Cardiff, País de Gales          | Islândia   | 3–1 | 3–1    | Amistoso                               |
| 13. | 9 de setembro de 2014  | Estádio Nacional de Andorra, Andorra-a-Velha, Andorra | Andorra    | 1–1 | 1–2    | Eliminatórias da Euro 2016             |
| 14. | 9 de setembro de 2014  | Estádio Nacional de Andorra, Andorra-a-Velha, Andorra | Andorra    | 1–2 | 1–2    | Eliminatórias da Euro 2016             |
| 15. | 28 de março de 2015    | Estádio Sammy Ofer, Haifa, Israel                     | Israel     | 0–2 | 0–3    | Eliminatórias da Euro 2016             |
| 16. | 28 de março de 2015    | Estádio Sammy Ofer, Haifa, Israel                     | Israel     | 0–3 | 0–3    | Eliminatórias da Euro 2016             |
| 17. | 12 de junho de 2015    | Cardiff City Stadium, Cardiff, País de Gales          | Bélgica    | 1–0 | 1–0    | Eliminatórias da Euro 2016             |
| 18. | 3 de setembro de 2015  | Estádio GSP, Nicósia, Chipre                          | Chipre     | 0–1 | 0–1    | Eliminatórias da Euro 2016             |
| 19. | 13 de outubro de 2015  | Cardiff City Stadium, Cardiff, País de Gales          | Andorra    | 2–0 | 2–0    | Eliminatórias da Euro 2016             |
| 20. | 11 de junho de 2016    | Estádio Matmut Atlantique, Bordeaux, França           | Eslováquia | 1–0 | 2–1    | Campeonato Europeu de 2016             |
| 21. | 16 de junho de 2016    | Stade Bollaert-Delelis, Lens, França                  | Inglaterra | 1–0 | 1–2    | Campeonato Europeu de 2016             |
| 22. | 20 de junho de 2016    | Stadium Municipal de Toulouse, Toulouse, França       | Rússia     | 3–0 | 3–0    | Campeonato Europeu de 2016             |
| 23. | 5 de setembro de 2016  | Cardiff City Stadium, Cardiff, País de Gales          | Moldávia   | 3–0 | 4–0    | Eliminatórias da Copa do Mundo de 2018 |
| 24. | 5 de setembro de 2016  | Cardiff City Stadium, Cardiff, País de Gales          | Moldávia   | 4–0 | 4–0    | Eliminatórias da Copa do Mundo de 2018 |
| 25. | 9 de outubro de 2016   | Cardiff City Stadium, Cardiff, País de Gales          | Geórgia    | 1–0 | 1–1    | Eliminatórias da Copa do Mundo de 2018 |
| 26. | 12 de novembro de 2016 | Cardiff City Stadium, Cardiff, País de Gales          | Sérvia     | 1–0 | 1–1    | Eliminatórias da Copa do Mundo de 2018 |
| 27. | 22 de março de 2018    | Guangxi Sports Center, Nanning, China                 | China      | 1–0 | 6–0    | Amistoso                               |
| 28. | 22 de março de 2018    | Guangxi Sports Center, Nanning, China                 | China      | 2–0 | 6–0    | Amistoso                               |
| 29. | 22 de março de 2018    | Guangxi Sports Center, Nanning, China                 | China      | 6–0 | 6–0    | Amistoso                               |
| 30. | 6 de setembro de 2018  | Millennium Stadium, Cardiff, País de Gales            | Irlanda    | 2–0 | 4–1    | Liga das Nações da UEFA B de 2018–19   |
| 31. | 16 de novembro de 2018 | Millennium Stadium, Cardiff, País de Gales            | Dinamarca  | 1–2 | 1–2    | Liga das Nações da UEFA B de 2018–19   |
| 32. | 6 de setembro de 2019  | Cardiff City Stadium, Cardiff, País de Gales          | Azerbaijão | 2–1 | 2–1    | Eliminatórias da Euro 2020             |
| 33. | 13 de outubro de 2019  | Cardiff City Stadium, Cardiff, País de Gales          | Croácia    | 1–1 | 1–1    | Eliminatórias da Euro 2020             |

## Títulos
Tottenham
- Copa da Liga Inglesa: 2007–08

Real Madrid
- Copa do Rei: 2013–14
- Liga dos Campeões da UEFA: 2013–14, 2015–16, 2016–17, 2017–18 e 2021–22
- Supercopa da UEFA: 2014 e 2017
- Copa do Mundo de Clubes da FIFA: 2014, 2017 e 2018
- Troféu Santiago Bernabéu: 2015, 2016, 2017 e 2018
- La Liga: 2016–17, 2019–20 e 2021–22
- Supercopa da Espanha: 2017

Los Angeles FC
- MLS Supporters' Shield: 2022
- Major League Soccer: 2022

### Prêmios individuais
- Equipe do Ano da EFL Championship: 2006–07
- Jogador do ano da EFL Championship: 2007
- Jogador Galês do Ano: 2010, 2011, 2013, 2014, 2015 e 2016[64]
- Jogador do mês na Premier League: abril de 2010, janeiro de 2012 e fevereiro de 2013
- Jogador Jovem do Ano do Tottenham: 2009–10 e 2010–11[65]
- BBC Sports Personality of the Year no País de Gales: 2010[66]
- Jogador do Ano pela PFA: 2010–11 e 2012–13
- Equipe do Ano da UEFA: 2011 e 2013
- Jogador do Ano pela FWA: 2012–13
- Equipe do Ano pela PFA: 2010–11[21]
- Melhor jogador da Premier League: 2012–13[67]
- Jogador do Ano do Tottenham: 2012–13
- Equipe do ano pela European Sports Magazines: 2012–13[68]
- Melhor jogador da Final da Copa do Rei: 2013–14
- Equipe do Ano da Liga dos Campeões da UEFA: 2015–16[69]
- Melhor jogador da partida da Euro 2016: País de Gales x Irlanda do Norte
- Craque da Final da Liga dos Campeões da UEFA de 2017–18[70]
- Bola de Ouro da Copa do Mundo de Clubes da FIFA de 2018[71]

### Artilharias
- Maior artilheiro da história da Seleção Galesa de Futebol: (40 gols)
- Copa do Mundo de Clubes da FIFA: 2014 (2 gols) e 2018 (3 gols)